# Kingston (Nuova Scozia)
Kingston è un villaggio del Canada, situato nella provincia di Nuova Scozia.